# جان دی لاسون (دانشمند)
 جان دی لاسون (انگلیسی: John D. Lawson؛ زاده ۴ آوریل ۱۹۲۳ درگذشته ۲۰۰۸) یک فیزیک‌دان اهل بریتانیا بود و در همان جا درگذشت